# 農業災害補償制度
農業災害補償制度（のうぎょうさいがいほしょうせいど）は農業保険法に基づき、自然災害による農作物・畜産物等への損害が発生した場合、再生産が行えるように被害の一定割合を補償する制度である。国の災害対策の一環として行われる公的保険制度であり、農業共済制度（のうぎょうきょうさいせいど）、NOSAI制度（のうさいせいど）とも呼ばれる。これらの事業を行うため、各地域に農業共済組合が設置されているが、農業協同組合とは全くの別団体である。

## 概要
農業保険制度は、農家が共済掛金を出し合い、災害があったときに被災農家へ共済金を支払う制度である。国の公的保険制度であり、戦前の家畜保険と農業保険とを統合し、1947年（昭和22年）に制度が発足した。農業災害の特殊性から掛金の一部を国が負担しており、また事業の運営に当たる事務費や職員の人件費は、国や地方自治体の補助金等により運営されている。一定規模以上の農家は加入が義務付けられている。

## 運営母体
市区町村単位で設置される農業共済組合等、都道府県単位で設置される農業共済組合連合会、国による3段階性を基本に運営されている。市区町村で設置される組合等は、市区町村や一部事務組合等の行政自ら行っている場合もあれば、農業共済組合等の組織を設置し民間組織が運営している区域もある。

## 事業の種類と補償対象
| 事業の種類   | 共済目的（対象作物）                                                                                          | 共済金支払対象事故等                                                         |
| ------------ | --- | ---------------------------------------------------------------------------- |
| 農作物共済   | 水稲、陸稲、麦                                                                                                | 風水害等の気象上の原因による災害、火災、病虫害、鳥獣害による農作物の減収等   |
| 家畜共済     | 牛、馬、種豚、肉豚                                                                                            | 死亡、廃用、疾病、傷害                                                       |
| 畑作物共済   | 大豆、小豆、さとうきび、茶、ばれいしょ、そば                                                                  | 風水害等の気象上の原因による災害、火災、病虫害、鳥獣害による農作物の減収等   |
| 果樹共済     | なつみかん、いよかん りんご、ブドウ、なし、もも、黄桃 びわ、柿、栗、梅、すもも キウイフルーツ、パインアップル | 風水害等の気象上の原因による災害、火災、病虫害、鳥獣害による農作物の減収等   |
| 園芸施設共済 | 特定園芸施設、附帯施設、施設内農作物                                                                          | 風水害等の気象上の原因による災害、火災、病虫害、鳥獣害による農作物の減収等   |
| 建物共済     | 建物及び家具類                                                                                                | 建物火災共済（火災等）、建物総合共済（火災等、自然災害）                     |
| 農機具共済   | 農機具 | 農機具損害共済（火災、風水害等）、農機具更新共済（火災、風水害等、経年減価） |

- 農作物共済・果樹共済・畑作物共済・園芸施設共済の5事業については、掛金の40～55%が国庫補助となるが、建物共済・農機具共済については、国庫補助がない。